# Levín
Levín är en köping i Tjeckien.   Den ligger i regionen Ústí nad Labem, i den nordvästra delen av landet, 60 km norr om huvudstaden Prag. Levín ligger 423 meter över havet och antalet invånare är 104.
Terrängen runt Levín är kuperad åt nordväst, men åt sydost är den platt. Terrängen runt Levín sluttar söderut.Runt Levín är det ganska glesbefolkat, med 35 invånare per kvadratkilometer. Närmaste större samhälle är Ústí nad Labem, 18,5 km väster om Levín. Trakten runt Levín består till största delen av jordbruksmark.